# Гвардија (Агриђенто)
Гвардија је насеље у Италији у округу Агриђенто, региону Сицилија.
Према процени из 2011. у насељу је живело 39 становника. Насеље се налази на надморској висини од 46 м.